# Wajir (distrikt)
Wajir är ett av Kenyas 71 administrativa distrikt, och ligger i provinsen Nordöstra provinsen. År 1999 hade distriktet 319 261 invånare. Huvudorten är Wajir.